# Têtes de bronze du Palais d'Été de Pékin
 (août 2025).
Les Têtes de bronze du Palais d'Été de Pékin sont un ensemble de douze sculptures en bronze représentant les signes du zodiaque. Initialement, elles étaient regroupées dans une fontaine et horloge à eau située devant le Haiyan Tang (海晏堂, « Hall de la paix nationale ») de l'ancien Palais d'Été de Pékin. La conception de cette horloge à eau du XVIIIe siècle est attribuée au jésuite Michel Benoist pour le compte de l'empereur Qianlong. Les différentes têtes de bronze du palais d'été de Pékin ont été pillé lors de l'incendie du palais en 1860 lors de la Seconde guerre de l'opium. Depuis lors les autorités chinoises essayent de rapatrier cet ensemble.

## Histoire

### Histoire récente
En avril et mai 2000, le groupe chinois Poly acheta lors de ventes aux enchères à Hong Kong, celles du buffle, du singe et du tigre qui sont maintenant au musée d'art Poly à Pékin. En 2003, c'est le magnat des casinos de Macao, Stanley Ho, qui achète celle du cochon, qu'il offre au gouvernement chinois et qui se trouve au musée de la capitale, puis en 2007, celle du cheval, qui est à Macao dans l'hôtel Grand Lisboa.
Le 19 octobre 2009, la presse chinoise annonce que le gouvernement chinois va envoyer à l'étranger une équipe chargée de recenser les reliques hors du pays, tout en précisant que le retour des pièces ne sera pas forcément demandé,.
La France et les têtes de rat et de lapin sont, en 2009, sous le feu de l'actualité. Elles ont été achetées en 1989 par le couturier Yves Saint Laurent et Pierre Bergé. Le 26 février 2009, elles sont mises en vente aux enchères à l'occasion de la dispersion de la collection Yves Saint Laurent et Pierre Bergé. Pékin tente alors de les récupérer, sans succès. Pierre Bergé propose de restituer les bronzes de Yongzheng si le gouvernement chinois offre « en contrepartie les droits de l’homme, la liberté au Tibet et (accueille) le dalaï-lama ». La suggestion est jugée « ridicule » par le gouvernement chinois. Les deux fragments de la fontaine sont adjugés le 25 février au soir, 14 millions d'euros chacun, à un ou des acheteurs par téléphone, restés dans un premier temps anonymes. Le 2 mars, dans une conférence de presse à Pékin, l'enchérisseur se fait connaître. Il s'agit de Cai Mingchao, expert auprès du Fonds des trésors nationaux, fondation de droit privé de la république populaire de Chine chargée de racheter à l'étranger les œuvres d'art chinoises. Il déclare que le prix de la vente ne sera pas réglé. En 2013, le dirigeant d'entreprise François-Henri Pinault annonce la restitution à la Chine des deux sculptures.